# اسکالد

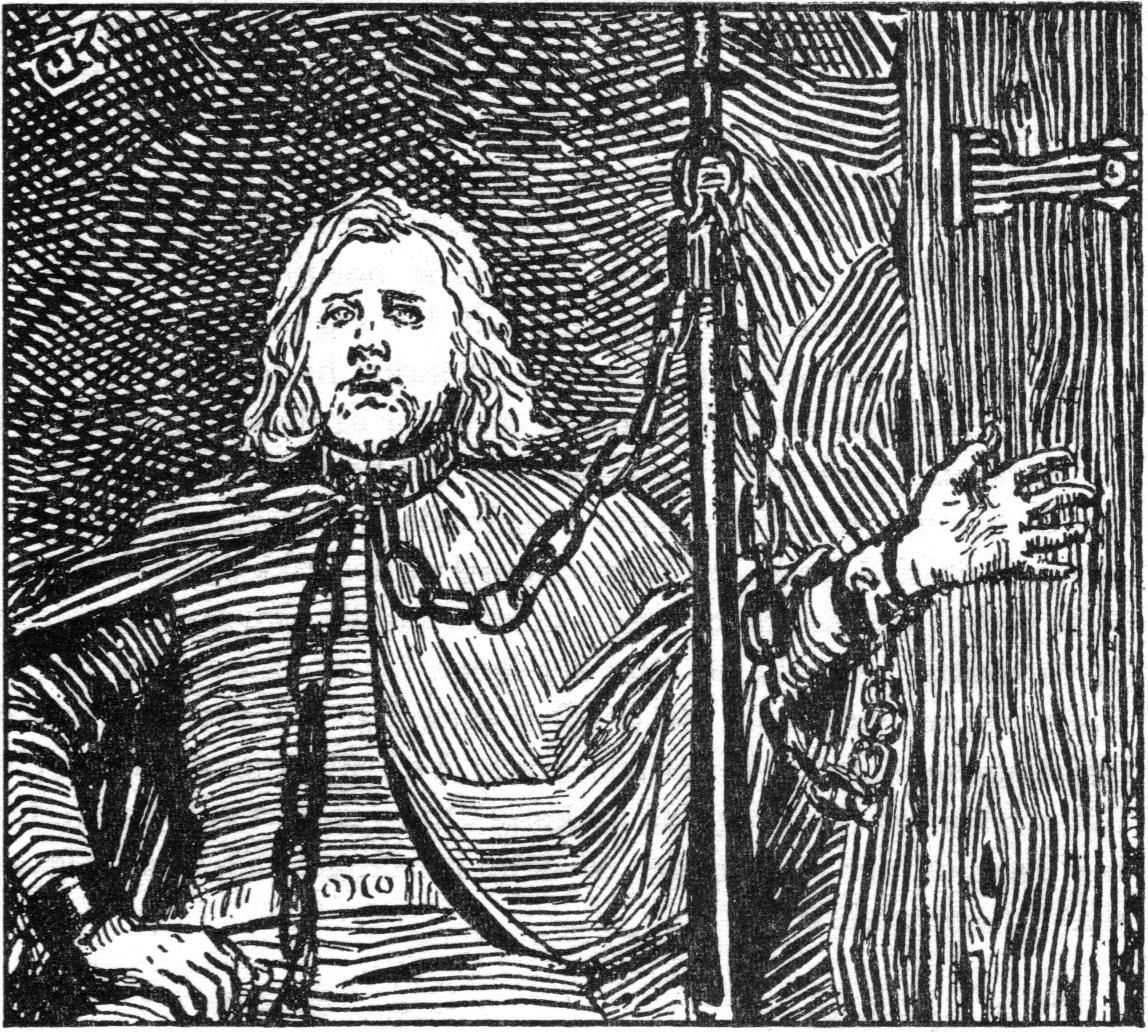
بررسی اسکالدتورفوسان در حال سرودن شعر، پس از اینکه توسط شاه اولاف دوم نروژ به زنجیر کشیده شد.

اسکالد (به زبان نروژی باستان: skáld) در اساطیر شمال، شاعران، موسیقی‌دانان، داستان‌سراها، مشاوران، استادان و مهمتر از آن‌ها مورخانی بودند که به صورت کلامی دانش و اطلاعات نژاد خود را حفظ می‌کردند. اسکالد به‌طور کلی به شاعرانی گفته می‌شد که در دربار رهبران اسکاندیناوی و ایسلندی در عصر وایکینگ‌ها و قرون وسطا شعر می‌سرودند. پادشاهان از اینکه اسکالدها دربارهٔ آن‌ها صحبت کنند هراس داشتند، چون آنان کسانی بودند که شخصیت افراد را به عنوان یک قهرمان یا ضدقهرمان در نظر می‌گرفتند. اسکالد با داشتن مهارت‌های منحصر به فرد خود، بسیار در جامعه وایکینگ‌ها مورد احترام بودند. آن‌ها با بازگو کردن داستان‌های خود، تمام اطلاعات و فرهنگ مردم را از یک نسل به نسلی دیگر انتقال می‌دادند، تا زمانی که این اطلاعات بوسیلهٔ نوشتن قادر به ثبت بود. به لطف اسکالدها، دانش و اطلاعات امروزی از قهرمانان و ضد قهرمانان، شجره‌نامه خانوادگی، جنگ‌ها، دین و مذهب، ساختار اجتماعی و منشأ آن‌ها در دسترس است.
اشعار شمالی به دو دستهٔ ادائیک و اسکالدیک تقسیم می‌شود. نظم اشعار ادای شاعرانه ناشناس است و به زبانی نسبتاً ساده سروده شده‌اند. زمینهٔ آن‌ها حماسی یا برگرفته از افسانه‌های پهلوانان بوده و بند در تعداد خطوط همان شعر متفاوت است. در طرف دیگر اشعار اسکالدیک معمولاً به شاعران نام‌دار نسبت داده می‌شود که بسیاری از آن‌ها اشعار مورد تقدیری برای فرمانرواها و پادشاهان سروده‌اند. اشعار اسکالدیک پیروی قوانین سختگیرانه‌ای است و همچنین می‌تواند ساختار بسیار پیچیده‌ای داشته باشد. زبان مورد استفاده در آن‌ها اغلب دشوار و شامل نظریه‌های غنی بود و به مانند چالشی می‌ماند.